# 秦梨町
秦梨町（はだなしちょう）は、愛知県岡崎市大平地区の町名である。丁番を持たない単独町名であり、65の小字が設置されている。

## 地理
岡崎市の地理的中央部に位置する。町内には乙川が流れている。住宅地・水田が河川沿岸に形成されている。その他は森林である。

### 小字
| - 字渥沢（あつざわ） - 字阿弥陀（あみだ） - 字阿弥陀前（あみだまえ） - 字市久後（いちくご） - 字井ノ畑（いのはた） - 字入原田（いりはらだ） - 字岩屋敷（いわやしき） - 字上平（うえだいら） - 字後田（うしろだ） - 字美岩（うつくしいわ） - 字遠行（えんぎょう） - 字大沢（おおさわ） - 字大野（おおの） - 字男股子（おまたね） - 字上灰畑（かみはいばた） - 字神谷（かみや） - 字川手（かわて） - 字祇園出（ぎおんで） - 字久後（くご） - 字栗田（くりた） - 字小狭間（こばさま） - 字小屋下（こやげ） | - 字五椀田（ごわんだ） - 字笹方（ささがた） - 字猿跡（さるあと） - 字猿田（さるだ） - 字三月出（さんがつで） - 字椎ノ木（しいのき） - 字嶋崎（しまざき） - 字正道（しょうみち） - 字神田畑（じんだばた） - 字世土田（せどた） - 字千平（せんだいら） - 字平（たいら） - 字土橋（つちはし） - 字綱粂（つなぐめ） - 字寺向（てらむかい） - 字戸井田（といだ） - 字当茂（とうも） - 字床鍋（とこなべ） - 字閉外戸（とじがいど） - 字投坂（なげさか） - 字西ノ入（にしのいり） - 字西山（にしやま） | - 字奴田（ぬた） - 字灰畑（はいばた） - 字林中（はやしなか） - 字東板平（ひがしいただいら） - 字彼岸出（ひがんで） - 字平畑（ひらはた） - 字比良畑（ひらばた） - 字揚風立（びょうぶだて） - 字法蔵（ほうぞう） - 字前田（まえだ） - 字前畑（まえばた） - 字松田（まつだ） - 字水ノ口（みずのくち） - 字水ノ南（みずのみなみ） - 字向田（むかいだ） - 字向林（むかいばやし） - 字向補化（むけぼけ） - 字柳原（やなぎわら） - 字矢作揃（やはぎぞろえ） - 字六舛（ろくしょう） - 字鷲渕（わしぶち） |

## 世帯数と人口
2019年（令和元年）5月1日現在の世帯数と人口は以下の通りである。
| 町丁   | 世帯数  | 人口  |
| ------ | ------- | ----- |
| 秦梨町 | 219世帯 | 540人 |

### 人口の変遷
国勢調査による人口の推移
| 1995年（平成7年）  | 550人 | [ 5 ] |  |
| 2000年（平成12年） | 650人 | [ 6 ] |  |
| 2005年（平成17年） | 644人 | [ 7 ] |  |
| 2010年（平成22年） | 657人 | [ 8 ] |  |
| 2015年（平成27年） | 657人 | [ 9 ] |  |

## 小・中学校の学区
市立小・中学校に通う場合、学区は以下の通りとなる。
| 字・番地等 | 小学校             | 中学校             |
| ---------- | ------------------ | ------------------ |
| 字土橋     | 岡崎市立生平小学校 | 岡崎市立河合中学校 |
| その他     | 岡崎市立秦梨小学校 | 岡崎市立河合中学校 |

## 歴史
鎌倉時代から三河守護足利氏被官の粟生氏の支配を受け、秦梨城が築かれた。
1889年10月1日に新設合併で茅原沢村、岩戸村、古部村、才熊村、秦梨村、須淵村、生平村、切越村、蓬生村で合併し、河合村となった。
1955年2月1日に岩津町、福岡町、本宿村、山中村、藤川村、竜谷村、河合村、常磐村の残部が岡崎市に編入された。

### 史跡
- 秦梨城
- 秦梨城山城

## 交通
- 愛知県道35号岡崎設楽線（作手街道）

## 施設

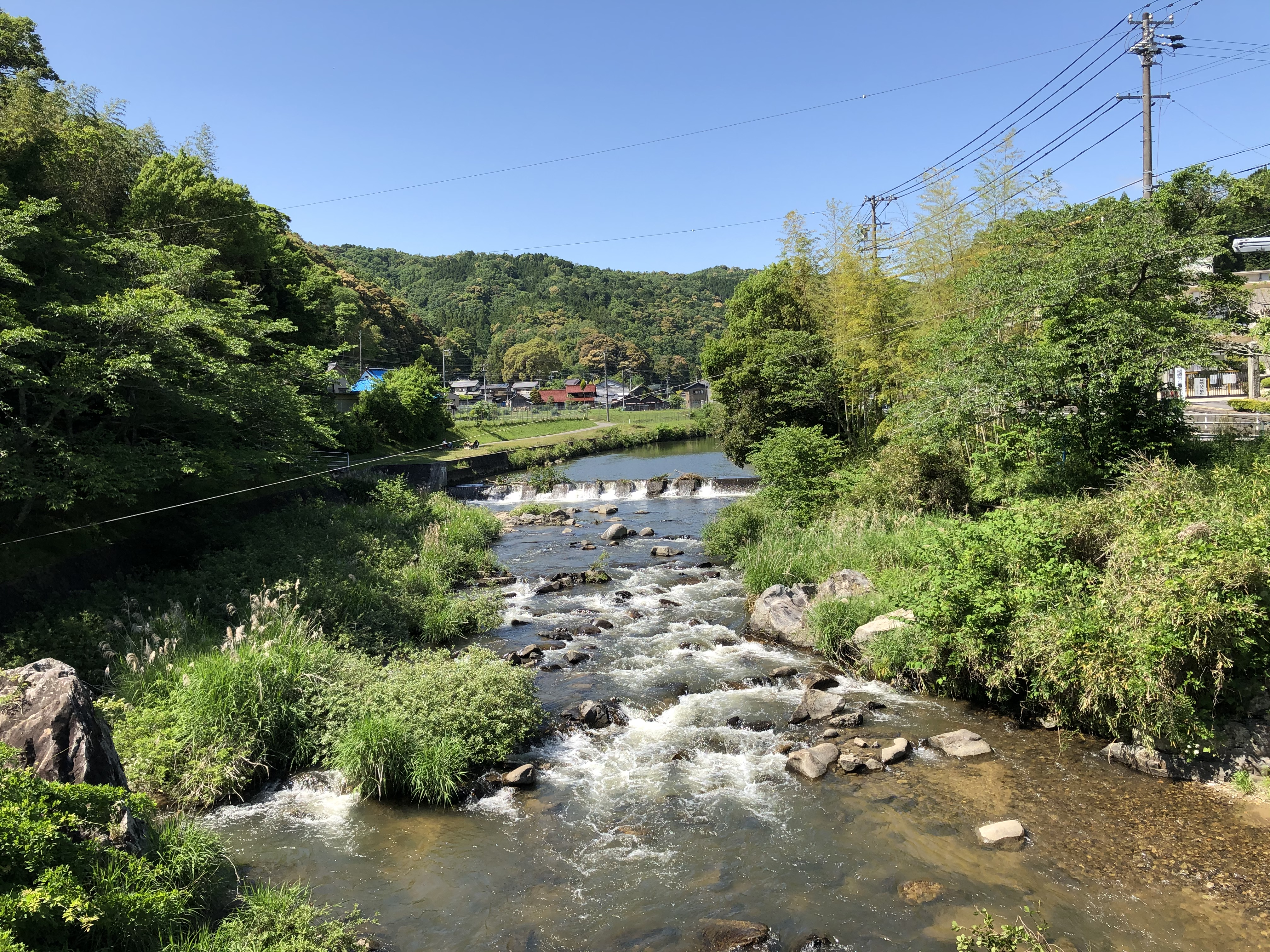
才栗町（左）と秦梨町（右）の間を流れる乙川

- 岡崎市立秦梨小学校
- 岡崎秦梨学区市民ホーム
- 秦梨保育園
- 老人ホームかわいの里
- 福正寺
- 須佐之男神社
- 鏡山神社
- 友久八幡宮

## その他

### 日本郵便
- 郵便番号 : 444-3343[3]（集配局：岡崎郵便局[13]）。

## 参考資料
- 「角川日本地名大辞典」編纂委員会 編『角川日本地名大辞典 23 愛知県』角川書店、1989年3月8日。ISBN 4-04-001230-5。
- 有限会社平凡社地方資料センター 編『日本歴史地名体系第23巻 愛知県の地名』平凡社、1981年。ISBN 4-582-49023-9。